# Sam Reinhart
Samson "Sam" Reinhart, född 6 november 1995, är en kanadensisk professionell ishockeyforward som spelar för Florida Panthers i NHL.
Han har tidigare spelat för Buffalo Sabres i NHL; Rochester Americans i AHL samt Kootenay Ice i WHL.

## Klubblagskarriär

### NHL
Sam Reinhart draftades av Buffalo Sabres i första rundan i 2014 års draft som andra spelare totalt.
Han vann Stanley Cup för säsongerna 2023–2024 och 2024–2025.

## Statistik
| 2009–2010  | Vancouver NW Giants | BC MML     | 5   | 2   | 0   | 2   | 0   | 5  | 0  | 1  | 1  | 2  |
| 2010–2011  | Vancouver NW Giants | BC MML     | 34  | 38  | 40  | 78  | 6   | 5  | 5  | 4  | 9  | 0  |
|            | Kootenay Ice        | WHL        | 4   | 2   | 0   | 2   | 0   | 7  | 0  | 0  | 0  | 0  |
| 2011–2012  | Kootenay Ice        | WHL        | 67  | 28  | 34  | 62  | 2   | 4  | 1  | 1  | 2  | 0  |
| 2012–2013  | Kootenay Ice        | WHL        | 72  | 35  | 50  | 85  | 22  | 5  | 0  | 1  | 1  | 4  |
| 2013–2014  | Kootenay Ice        | WHL        | 60  | 36  | 69  | 105 | 11  | 13 | 6  | 17 | 23 | 2  |
| 2014–2015  | Buffalo Sabres      | NHL        | 9   | 0   | 1   | 1   | 2   | —  | —  | —  | —  | —  |
|            | Kootenay Ice        | WHL        | 47  | 19  | 46  | 65  | 20  | 7  | 6  | 3  | 9  | 8  |
|            | Rochester Americans | AHL        | 3   | 0   | 3   | 3   | 0   | —  | —  | —  | —  | —  |
| 2015–2016  | Buffalo Sabres      | NHL        | 79  | 23  | 19  | 42  | 8   | —  | —  | —  | —  | —  |
| 2016–2017  | Buffalo Sabres      | NHL        | 79  | 17  | 30  | 47  | 8   | —  | —  | —  | —  | —  |
| 2017–2018  | Buffalo Sabres      | NHL        | 82  | 25  | 25  | 50  | 26  | —  | —  | —  | —  | —  |
| 2018–2019  | Buffalo Sabres      | NHL        | 82  | 22  | 43  | 65  | 16  | —  | —  | —  | —  | —  |
| 2019–2020  | Buffalo Sabres      | NHL        | 69  | 22  | 28  | 50  | 20  | —  | —  | —  | —  | —  |
| 2020–2021  | Buffalo Sabres      | NHL        | 54  | 25  | 15  | 40  | 10  | —  | —  | —  | —  | —  |
| 2021–2022  | Florida Panthers    | NHL        | 78  | 33  | 49  | 82  | 13  | 10 | 3  | 1  | 4  | 2  |
| 2022–2023  | Florida Panthers    | NHL        | 82  | 31  | 36  | 67  | 12  | 21 | 8  | 5  | 13 | 12 |
| 2023–2024  | Florida Panthers    | NHL        | 82  | 57  | 37  | 94  | 31  | 24 | 10 | 6  | 16 | 12 |
| 2024–2025  | Florida Panthers    | NHL        | 79  | 39  | 42  | 81  | 27  | 21 | 11 | 12 | 23 | 6  |
| NHL totalt | NHL totalt          | NHL totalt | 775 | 294 | 325 | 619 | 173 | 76 | 32 | 24 | 56 | 32 |
| WHL totalt | WHL totalt          | WHL totalt | 250 | 120 | 199 | 319 | 55  | 36 | 13 | 22 | 35 | 14 |

### Internationellt
| Källa: Uppdaterad: 2025-06-18 | Källa: Uppdaterad: 2025-06-18 | Källa: Uppdaterad: 2025-06-18 |               | Utv = Utvisningsminuter | Utv = Utvisningsminuter | Utv = Utvisningsminuter | Utv = Utvisningsminuter | Utv = Utvisningsminuter |
| År                            | Lag                           | Mästerskap                    | Matcher       | Mål                     | Assists                 | Poäng                   | Utv                     |                         |
| ----------------------------- | ----------------------------- | ----------------------------- | ------------- | ----------------------- | ----------------------- | ----------------------- | ----------------------- | ----------------------- |
| 2012                          | Kanada                        | U18-VM                        | 7             | 2                       | 4                       | 6                       | 0                       |                         |
| 2012                          | Kanada                        | Ivan Hlinka                   | 5             | 3                       | 5                       | 8                       | 0                       |                         |
| 2013                          | Kanada                        | U18-VM                        | 7             | 3                       | 4                       | 7                       | 2                       |                         |
| 2014                          | Kanada                        | JVM                           | 7             | 2                       | 2                       | 4                       | 0                       |                         |
| 2015                          | Kanada                        | JVM                           | 7             | 5                       | 6                       | 11                      | 6                       |                         |
| 2016                          | Kanada                        | VM                            | 10            | 0                       | 4                       | 4                       | 0                       |                         |
| 2019                          | Kanada                        | VM                            | 10            | 3                       | 2                       | 5                       | 0                       |                         |
| 2025                          | Kanada                        | 4 Nations                     | 4             | 0                       | 4                       | 4                       | 0                       |                         |
| Junior totalt                 | Junior totalt                 | Junior totalt                 | Junior totalt | 28                      | 12                      | 16                      | 28                      | 8                       |
| Senior totalt                 | Senior totalt                 | Senior totalt                 | Senior totalt | 24                      | 3                       | 10                      | 13                      | 0                       |

## Privatliv
Sam Reinhart är son till Paul Reinhart och bror till Griffin Reinhart och Max Reinhart.